# La Cuadrilla, Chihuahua
La Cuadrilla är en ort i Mexiko.   Den ligger i kommunen Chihuahua och delstaten Chihuahua, i den nordvästra delen av landet, 1 200 km nordväst om huvudstaden Mexico City. La Cuadrilla ligger 1 620 meter över havet och antalet invånare är 101.
Terrängen runt La Cuadrilla är kuperad åt sydost, men åt nordväst är den platt. Runt La Cuadrilla är det ganska tätbefolkat, med 93 invånare per kvadratkilometer. Närmaste större samhälle är Chihuahua, 15,5 km nordost om La Cuadrilla. Omgivningarna runt La Cuadrilla är i huvudsak ett öppet busklandskap.